# Desa Wanasari (administrativ by i Indonesien, Jawa Barat, lat -6,52, long 107,85)
Desa Wanasari är en administrativ by i Indonesien.   Den ligger i provinsen Jawa Barat, i den västra delen av landet, 120 km öster om huvudstaden Jakarta.